# Finngeir Hiorth
Finngeir Hiorth (Bandung, 7 de marzo de 1928-Oslo, 4 de abril de 2012) fue un filósofo y escritor noruego y catedrático de filosofía en la Universidad de Oslo. Se retiró en 1993.
Hiorth se convirtió en ateo cuando tenía 19 años y fue durante muchos años un miembro activo y estrechamente asociado con la Asociación de Ética Humana.
Hiorth ha publicado varios libros, entre ellos publicó Ateísmo en el mundo, introduccion al ateismo, así como algunos sobre otros filósofos como Kant o Leibniz, el escocés David Hume, el lingüista estadounidense Noam Chomsky, y otros sobre lingüística y filosofía. Su primer libro publicado fue Zur formalen Charakterisierung des Satzes en 1962. También escribió el libro introducción al Humanismo